# Kråkerøy
Kråkerøy is een eiland in de Noorse gemeente Fredrikstad in de provincie Østfold. Het noordelijke deel van het eiland maakt deel uit van de stad Fredrikstad. In 1908 werd het eiland een zelfstandige gemeente, nadat het eerder deel was van de gemeente Glemmen. In 1994 werd het eiland bij Fredrikstad gevoegd. De parochiekerk dateert uit 1911 en staat vrijwel op het middelpunt van het eiland.